# Улица Юрия Смолича (Киев)
Улица Юрия Смолича (укр. Вулиця Юрія Смолича) — улица в Голосеевском районе города Киева, местность Теремки (Теремки-II). Согласно изданию «Вулиці міста Києва: офіційний довідник», пролегает от улицы Дмитрия Луценко до перекрёстка улиц Григория Гуляницкого (Московская) и Степана Рудницкого (Академика Вильямса)
Примыкает улица Героев Мариуполя (Маршала Якубовского). 

## История
Новая улица № 1 возникла в 1970-е года. Застройка улицы началась в 1979 году, с началом строительства микрорайона № 2 жилмассива Теремки
21 марта 1977 года улица (от улицы Маршала Конева до улицы Маршала Якубовского) получила современное название — в честь советского украинского писателя Юрия Корнеевича Смолича, согласно Решению исполнительного комитета Киевского городского Совета депутатов трудящихся № 410 «Про упорядочивание наименований и переименований улиц и площадей г. Киева» («Про впорядкування найменувань та перейменувань вулиць і площ м. Києва»).

## Застройка
Улица пролегает вдоль реки Нивка. Застройка улицы имеет только парную нумерацию и её многоэтажная застройка занимает квартал ограниченный улицами Юрия Смолича и Героев Мариуполя (Маршала Якубовского). По другую сторону улицы Юрия Смолича протекает река Нивка и расположена усадебная и многоэтажная застройка Луговой улицы. По другую сторону улицы Героев Мариуполя (Маршала Якубовского) расположен сквер Героев Мариуполя (ранее сквер Дружбы городов Киева и Москвы). 
Учреждения:
1. дом № 4 — детская художественная школа
2. дом № 6Б — РУВД